# Philotheria natalensis
Philotheria natalensis är en insektsart som först beskrevs av Stsl 1855.  Philotheria natalensis ingår i släktet Philotheria och familjen Dictyopharidae. Inga underarter finns listade i Catalogue of Life.